# Stony Road
Stony Road är ett album från 2002 av Chris Rea.

## Låtlista
1. Changing Times
2. Easy Rider
3. Stony Road
4. Dancing The Blues Away
5. Burning Feet
6. Mississippi 2
7. Slow Dance
8. When The Good Lord Talked To Jesus
9. Heading For The City
10. So Lonely
11. Someday My Peace Will Come
12. The Hustler
13. Give That Girl A Diamond